# Wilhelm von Thoma
Wilhelm von Thoma (Dachau, 11 settembre 1891 – Dachau, 30 aprile 1948) è stato un generale tedesco.

## Biografia
Partecipò alla prima guerra mondiale dove venne più volte ferito e fu catturato dalle truppe statunitensi a Soissons il 18 luglio 1918. Partecipò alla guerra civile spagnola. Durante la Repubblica di Weimar partecipò alla repressione dei moti nazisti.
Partecipò alla seconda guerra mondiale col grado di general der panzertruppe (generale delle truppe corazzate) durante la campagna di Polonia, Russia e Nord Africa.

## El Alamein
Il 4 novembre 1942 il generale von Thoma, comandante dell'Afrika Korps dal 1º settembre 1942, sulla cresta di Aqqaqir, durante un furioso combattimento iniziato alle 2:30 dall'attacco della V Brigata indiana, venne catturato dalle truppe della 1ª Divisione Corazzata inglese. Von Thoma uscì illeso da un blindato distrutto dall'artiglieria avversaria e fu portato al cospetto di Montgomery; più tardi gli verranno attribuite delle dichiarazioni molto polemiche verso Hitler; il comando dell'Afrika Korps passò al capo di stato maggiore colonnello Fritz Bayerlein.

## Battaglie combattute
- Seconda battaglia di El Alamein (1942)